# Stawiszyn-Łaziska
Stawiszyn-Łaziska (prononciation : [staˈviʂɨn waˈʑiska]) est un village polonais de la gmina de Bieżuń dans le powiat de Żuromin de la voïvodie de Mazovie dans le centre-est de la Pologne.
Il se situe à environ 6 kilomètres à l'est de Bieżuń (siège de la gmina), 12 kilomètres au sud de Żuromin (siège de powiat) et 109 kilomètres au nord-ouest de Varsovie (capitale de la Pologne).
Le village comptait une population de 210 habitants en 2006.

## Histoire
De 1975 à 1998, le village appartenait administrativement à la voïvodie de Ciechanów.